# Organizacja Wojskowa
Organizacja Wojskowa (OW), zwana też Organizacją Wojskową "Longinusa" – polska organizacja konspiracyjna pod okupacją niemiecką podczas II wojny światowej.
Organizacja Wojskowa została utworzona pod koniec września lub na początku października 1939 r. na Polesiu. W majątku państwa Leśniowskich w Osmolicach nad Wieprzem koło Kocka w dniach 7-10 września doszło do rozmów gen. Władysława Sikorskiego z kilkoma najbliższymi współpracownikami, w tym z inż. płk. rez. Witoldem Orzechowskim. Przekazał on wówczas swoje wytyczne odnośnie do zorganizowania w kraju ruchu oporu. OW rekrutowała się w dużym stopniu spośród żołnierzy Samodzielnej Grupy Operacyjnej "Polesie", która skapitulowała 5 października w rejonie Kocka. W pracach organizacji uczestniczyła do 2 poł. grudnia generałowa Helena Olga Sikorska, a także Zofia Leśniowska, córka gen. W. Sikorskiego, która pod koniec stycznia 1940 r. wyjechała do Paryża do ojca ze szczegółowym sprawozdaniem z działalności OW. Polityczną nadbudową organizacji był Centralny Komitet Organizacji Niepodległościowych (CKON), którym kierował inż. Ryszard Świętochowski. W listopadzie lub grudniu dotarły z Paryża od gen. W. Sikorskiego listowne pełnomocnictwa wojskowe dla W. Orzechowskiego, potwierdzające organizowanie konspiracji. Polski Rząd na Uchodźstwie wspierał finansowo OW, widząc w niej zalążek przyszłej armii w wolnej Polsce. 
OW objęła swoim zasięgiem obie strefy okupowanego kraju, który został podzielony na Okręgi. Spośród nich najlepiej zorganizowane były Okręgi: 
- Lubelski – komendant ppłk Edward Biernacki ps. "Wilk",
- Warszawski – jak wyżej,
- Radomski,
- Kielecki – komendant ppłk Marian Jarnicki ps. "Lis",
- Łódzki – komendant mjr Hieronim Bajon ps. "Smok",
- Krakowski – komendant ppłk Eugeniusz Rusiecki ps. "Niedźwiedź",
- Pomorski – komendant kpt. Stanisław Jasiński ps. "Gryf".

Komendę Główną pod koniec 1939 r. ulokowano częściowo w Lublinie, a częściowo w Warszawie. Na czele OW stał komendant główny, którym był Witold Orzechowski ps. "Longinus", a po jego aresztowaniu w maju 1940 r. – płk Romuald Kabulski ps. "Viktor". Funkcję zastępcy i zarazem szefa operacyjnego KG OW i pełnomocnika dla okręgów południowo-wschodnich pełnił ppłk Andrzej Janiszek ps. "Andrzej". 
Prowadzono bliską współpracę z organizacjami skupionymi w CKON, a szczególnie ze Zbrojnym Wyzwoleniem i Strażackim Ruchem Oporu „Skała”. Wspólnie ze Zbrojnym Wyzwoleniem OW utworzyła w lutym 1940 r. w Warszawie specjalną komórkę do pomocy Żydom w getcie warszawskim. W komórce tej przewodzili między innymi Tadeusz Bednarczyk i Stanisław Szopiński ps. Abrat. Z biegiem czasu wyspecjalizowała się ona w pomocy wojskowej. Po zamarciu działalności CKON w kwietniu 1940 r., a następnie jego następczyni Komitetu Porozumiewawczego Organizacji Niepodległościowych, W. Orzechowski powołał Konsolidację Obrońców Niepodległości (KLON), która odgrywała rolę platformy współpracy między OW i innymi organizacjami podziemnymi. Wkrótce doszło do licznych aresztowań w szeregach organizacji, które zahamowały na pewnie czas jej działalność. W maju 1941 r. doszło w jej szeregach do kolejnych aresztowań, których ofiarą padł m.in. ppłk A. Janiszek. W czerwcu tego roku OW z ppłk. E. Biernackim jako p.o. komendanta głównego została przemianowana na Organizację Wojskową – Kadrę Bezpieczeństwa (OW-KB). Kadra Bezpieczeństwa była jednym z pionów OW. Było to podyktowane względami taktycznymi i bezpieczeństwem dalszej pracy konspiracyjnej. W tym czasie z aresztowania powrócił W. Orzechowski, ale zaangażował się głównie w działalność KLON-u. 
W lipcu 1942 r. OW podporządkowała się taktycznie Komendzie Głównej Armii Krajowej, a z jej ramienia szefowi VIII Oddziału (Szefostwo Biur Wojskowych) KG AK płk. Ludwikowi Muzyczce ps. "Benedykt". Było to wynikiem rozmów prowadzonych już od poł. 1941 r. zgodnie z poleceniami gen. W. Sikorskiego. Połączenie nastąpiło jedynie na szczeblu komend głównych, natomiast niższe struktury zachowały autonomiczność oraz niezależność terenową i polityczną. Z inicjatywy płk. L. Muzyczki od 1942 r. był tworzony Wojskowy Korpus Służby Bezpieczeństwa (WKSB), który w większości został oparty na członkach OW-KB. Komendantem Głównym WKSB był komendant główny OW-KB, a szefem sztabu i szefem personalnym – analogiczny oficer z OW-KB. Na przełomie października i listopada 1943 r. nastąpiły kolejne aresztowania członków KG OW-KB, w tym płk. R. Kabulskiego. W tej sytuacji na czele organizacji jako p.o. komendanta głównego znowu stanął ppłk E. Biernacki. Na początku listopada OW-KB współtworzyła Korpus Bezpieczeństwa.